# Mimikrija
Mimikrija (grč. mimeomai – oponašam) je sposobnost nekih vrsta životinja i biljaka, da se izgledom prilagode okolini radi zaštite od prirodnih neprijatelja.

## Vodeni svijet
Iako se podvodni svijet često zna činiti kao pust, u našoj okolini je prisutno mnoštvo životinja i biljaka, koje ne primjećujemo zbog njihove vrlo uspješne prilagodbe okolini u kojoj žive. Žaba mukač živi i u našim krajevima. Neprimjetna je u travi, ali kada naiđe opasnost (na primjer neka roda), ona se naglo okrene, napuše i pokaže svoj žuto-crni trbuh. To obično navede pticu da odustane od daljeg lova. Ali, neke hrabrije ili neiskusnije ptice ju ipak probaju pojesti. Tada ova mala žaba izluči jednu jako neukusnu tvar.

## Ptice
I među pticama postoje mnogobrojni primjeri zaštitne obojenosti. Jedan od najpoznatijih primjera među našim pticama je čaplja.
Pomoću boja i šara na perju lako se sakriva među trsku i rogoz. Osim toga, kada puše vjetar ljulja se lagano lijevo-desno zajedno s ljuljanjem trske, pa ju je veoma teško uočiti.

## Kukci
Najviše primjera gdje životinje bojom i oblikom oponašaju okolinu srećemo među kukcima. Pogotovo onim koji žive u tropskim krajevima. Oni imitiraju lišće, grančice, kamenje i druge predmete iz prirode. Mnogi leptiri kada rašire krila izgledaju kao nemani s mnogo očiju. Ptice se plaše ovog prizora i ne prilaze im.

## Životinje imitatori
Neke životinje, međutim, idu i dalje u imitiranju. Inače bezopasne, po izgledu mogu imitirati druge životinje koje su lošeg okusa, ili čak otrovne. Takva pojava u prirodi zove se mimikrija. Otrovne životinje se nazivaju modeli, a njihovi bezopasni dvojnici imitatori.